# Euroleon coreanus
Euroleon coreanus is een insect uit de familie van de mierenleeuwen (Myrmeleontidae), die tot de orde netvleugeligen (Neuroptera) behoort. 
Euroleon coreanus is voor het eerst wetenschappelijk beschreven door Okamoto in 1926.